# Альтенберге
Альтенберге (нім. Altenberge) — сільська громада в Німеччині, знаходиться в землі Північний Рейн-Вестфалія. Підпорядковується адміністративному округу Мюнстер. Входить до складу району Штайнфурт.
Площа — 62,51 км2. Населення становить 10 406 ос. (станом на 31 грудня 2020).